# 老松地区
老松地区（おいまつちく）は、岡山県倉敷市倉敷地域にある地区である。旧大高村の北東部（旧葦高村北部）と旧万寿村の南西の一部からなる。
現在の老松小学校区に相当する。

## 概要
倉敷市中心市街地西部にあたるエリアであり、市街地と西部郊外の間に位置する。
そのため、郊外と中心地を結ぶ幹線道路ができ、立地の良さから店舗・企業・宅地が数多く立地し、農地は激減した。人口が多く、現在も人口は増大している。

## 地域

### 老松町
1丁目から5丁目からなる。山陽本線倉敷駅西方近くにあり、1丁目が山陽本線北部、残りは南部になる。旧国道2号が東西に走り、市街化・宅地化しているエリアである。
天正年間に、宇喜多秀家が干潟化した海を干拓し開墾された新田地域として誕生。窪屋郡渋江村と呼ばれるようになった。
江戸時代になると江戸幕府の直轄領地となる。元和元年には、備前岡山藩池田氏の領分に変わる。池田氏は、渋江村南部を新たに干拓し新田を開発、小渋江村とした。両村の石高は、合わせて1105石9斗8升であった。
1880年（明治13年）、西隣の田之上村（後述）と合併し、老松村となる。村名は、現在の老松1丁目に鎮座する渋江八幡神社の境内に詩歌にも読まれた古松があり、これに由来する。
1880年（明治13年）に白楽市村他と合併し葦高村、1901年（明治34年）には大高村を経て1959年（昭和34年）4月1日に倉敷町、翌年4月1日に倉敷市（旧）となる。1967年（昭和42年）2月1日には新しい倉敷市となり、現在に至っている。
近代には現在の4丁目に倉敷競馬場があった。その後、廃止となり現在は岡山県立倉敷工業高等学校や倉敷市立老松小学校・幼稚園などとなっている。

### 田ノ上
倉敷中心市街地西方の郊外にあたる地域。老松町・白楽町の西側で、老松エリアの西端に位置する。
江戸時代、元和年間に岡山藩主池田氏が干潟化した海を干拓、新田を開発して窪屋郡田之上村と称した。寛文12年に岡山新田藩（鴨方藩）が立藩されると、同藩池田氏の領分となる。石高は614石3斗2升であった。
明治になると東隣の渋江村と合併し老松村、その後は葦高村、大高村、倉敷町、倉敷市（旧）と変遷し、新しい倉敷市となって現在に至っている。中心市街地に近い郊外であることから、宅地化が進展、また近年は大型の幹線道路が地域内に造成されたことにより、ロードサイド型の商店も大幅に増加、郊外型の市街地と変貌した。人口も大幅に増加しており、団地も造成され、新たに田ノ上新町の大字も設けられた。

### 白楽町
倉敷中心市街地の南部に位置する。
北部の一部は天正年間に岡山城主・宇喜多氏が干潟を干拓してできた土地で窪屋郡白楽市村（ばくろいちそん）と称していたが、南部の大部分は江戸時代初期の開発による新田地帯である。慶長5年、徳川幕府領となり、元和元年に岡山藩主池田氏ぼ領分となる。ついで寛文12年、鴨方藩立藩により鴨方池田氏の領分に変わる。また、これまでの間に宇喜多氏開墾の土地の南部に新たに新田を開発している。南部の新しい土地は西側を西中新田村、東側を東中新田村と称していたが、貞享2年に2村を合わせて白楽市新田村（ばくろいちしんでんそん）とする。幕末の石高は、白楽市村は938石1斗7升であった（ちなみに白楽市新田村は、816石5斗5升）。
明治になり、1880年（明治13年）に白楽市新田村が西中新田村と改称し、1889年（明治22年）6月1日に白楽市村・西中新田村・笹沖村・吉岡村が合併し、葦高村を新設。1901年（明治34年）には葦高村と大市村が合併し大高村、さらに1927年（昭和2年）に倉敷町・万寿村・大高村が合併し新しい倉敷町を新設、翌年には倉敷市（旧）となる。その際に大字となっていた白楽市を白楽町に改称した（「市」の字が重複し、語呂が悪いため）。その後、1967年（昭和42年）に新しい倉敷市となり、現在に至る。
地名の由来は、新田開発後、当地で牛馬の取引をする戎市が開かれていた。そのため各地から博労（白楽）が集まったため白楽市という村名になった。その名残として、「市場」という小字も残る。
なお、西中新田は現在は大高のエリアとなっている。

### 日吉町・石見町（旧万寿村の一部）
倉敷市駅西北に位置する。JR伯備線が大きく曲がっている地点にあたる。石見町は、旧チボリ公園の南接地区である。
天正年間に岡山城主宇喜多秀家の家臣・岡豊前守が干拓して新田を開発、窪屋郡日吉庄村（ひえのしょうそん）とした。慶長5年9月、関ヶ原の戦いで宇喜多氏が敗北すると徳川幕府領となる。元和3年になると旗本長谷川氏（摂津国島本郡二階堂村）の知行所の所領となる。当地には勤番所が設置された。慶長年間にはさらに新田開発が行われ、幕末期には556石9斗4升の石高を記録されている。
1889年（明治22年）6月1日、窪屋郡八王子村などの周辺6村と合併し万寿村（ますそん）となり、同村の大字日吉となる。その後、倉敷町への編入を経て倉敷市（旧）となると、日吉町と改称、また一部を石見町として分離する。後に新しい倉敷市となり、現在に至る。現在は、倉敷駅や中心市街地に近いことから農地が次第に宅地化され、住宅街となっている

### 川西町
倉敷中心市街地西部にあたり、老松エリアの東端に位置する。元は旧倉敷村域である。

### 稲荷町・南町
倉敷中心市街地の南西端に位置し、倉敷用水の西側、前述の川西町の南側にあたる。元は旧倉敷村域。

## 人口・世帯数
平成24年9月末現在。
| 町字         | 世帯数 | 男性人口 | 女性人口 | 総人口 | 備考 |
| ------------ | ------ | -------- | -------- | ------ | ---- |
| 川西町       | 451    | 369      | 458      | 827    |      |
| 稲荷町       | 456    | 497      | 559      | 1056   |      |
| 南町         | 358    | 335      | 379      | 714    |      |
| 石見町       | 303    | 254      | 293      | 547    |      |
| 白楽町       | 1612   | 1763     | 1949     | 3712   |      |
| 老松町１丁目 | 314    | 308      | 347      | 655    |      |
| 老松町２丁目 | 298    | 317      | 335      | 652    |      |
| 老松町３丁目 | 695    | 631      | 743      | 1374   |      |
| 老松町４丁目 | 293    | 275      | 314      | 589    |      |
| 老松町５丁目 | 354    | 431      | 469      | 900    |      |
| 田ノ上       | 851    | 1026     | 1130     | 2156   |      |
| 田ノ上新町   | 90     | 108      | 98       | 206    |      |
| 日吉町       | 957    | 1055     | 1122     | 2177   |      |
| 合計         | 7032   | 7369     | 8196     | 15565  |      |

## 郵便番号
全域が倉敷郵便局管区。
- 老松町 - 710-0826
- 白楽町 - 710-0824
- 田ノ上 - 710-0831
- 田ノ上新町 - 710-0832
- 日吉町 - 710-0815
- 石見町 - 710-0814
- 川西町 - 710-0821
- 稲荷町 - 710-0822
- 南町 - 710-0823

## 学区
小学校区
全域が倉敷市立老松小学校区。
中学校区
全域が倉敷市立西中学校区。

## 沿革
- 1880年（明治13年）6月1日 - 窪屋郡渋江村と田之上村が合併し、同郡老松村を新設。また、白楽市新田村が西中新田村に改称する。
- 1889年（明治22年）6月1日 - 窪屋郡老松村・白楽市村・西中新田村・笹沖村・吉岡村が合併し、同郡葦高を新設。また、窪屋郡川入・浜・平田・大島・福島・八王子村が合併し、同郡万寿村を新設。
- 1891年（明治24年）7月 - 山陽鉄道が開通する。
- 1900年（明治33年）4月1日 - 窪屋郡と都宇郡が合併し、都窪郡が新設される。
- 1901年（明治34年）4月1日 - 都窪郡葦高村と大市村が合併し、同郡大高村となる。
- 1927年（昭和2年）4月1日 - 大高村と万寿村は、倉敷町に編入合併する。
- 1928年（昭和3年）4月1日 - 倉敷町が市制施行し、倉敷市（旧）となる。
- 1929年（昭和4年） - 国道2号（旧）が開通する。
- 1967年（昭和42年）2月1日 - 新しい倉敷市を新設。
- 1997年（平成9年）5月 - 倉敷市消防局及び倉敷消防署新合同庁舎、防災センター併設が白楽町に移転する。

## 地勢
河川
- 倉敷用水
- 四ヶ村用水

## 主要産業・特産物
- 商業

## 主要施設
教育・保育施設
- 倉敷市立老松小学校 - 老松町
- 倉敷市立老松幼稚園 - 老松町
- 倉敷市立老松保育園 - 老松町
- 岡山県立倉敷商業高等学校 - 白楽町
- 岡山県立倉敷工業高等学校 - 老松町
- 倉敷市立工業高等学校 - 老松町

行政施設
- 倉敷消防署 - 白楽町
- 日本年金機構倉敷東年金事務所 - 老松町

郵便局
- 白楽町郵便局 - 白楽町
- 倉敷老松町郵便局

金融機関
- 中国銀行倉敷支店
- もみじ銀行倉敷支店
- 玉島信用金庫倉敷支店

医療・福祉機関
- 倉敷第一病院 - 老松町
- 倉敷平成病院 - 老松町

企業・商店
- 日本生命保険倉敷支社
- 光証券倉敷支店
- 天満屋ハピーマート老松店 - 老松町
- マルナカ老松店
- ザグザグ稲荷町店
- ホテル1-2-3倉敷

神社仏閣、その他宗教施設
- 渋江八幡神社 - 老松町
- 春日神社 - 日吉町
- 御崎神社 - 白楽町
- 荒神社 - 白楽町
- 青蓬院 - 白楽町
- 倉敷西教会

公園
- 大渋江遊園 - 老松町
- 日吉公園 - 日吉町
- 石見町遊園 - 石見町
- 老松町遊園 - 老松町
- 老松町第一公園 - 老松町
- 老松町第二公園 - 老松町
- 稲荷町遊園 - 稲荷町
- 南町遊園 - 南町
- 南町公園 - 南町
- 白楽町北遊園 - 白楽町

## 名所・史跡
- 渋江八幡神社の古松 - 老松町

## 交通
一般道路
- 国道429号（旧国道2号） - 川西町・老松町
- 岡山県道60号倉敷笠岡線 - 老松町

鉄道
- 西日本旅客鉄道
  - 伯備線（駅は地域内にはなし） - 日吉町・石見町・老松町・川西町
  - 山陽本線（駅は地域内にはなし） - 日吉町・石見町・老松町・川西町
- 水島臨海鉄道
  - 水島臨海鉄道水島本線（駅は地域内にはなし） - 日吉町・石見町・老松町・川西町